# تپه هسیل ناوراست
تپه هسیل ناوراست مربوط به دوران پیش از تاریخ ایران باستان است و در شهرستان بیجار، بخش مرکزی، روستای باشوکی واقع شده و این اثر در تاریخ ۲۴ فروردین ۱۳۸۲ با شمارهٔ ثبت ۸۰۵۴ به‌عنوان یکی از آثار ملی ایران به ثبت رسیده است.